# Test des couleurs
En psychologie des couleurs, le test des couleurs permet de donner un aperçu de l'état émotionnel d'une personne à partir d'une analyse des couleurs qu'elle choisit selon sa préférence, ou au contraire sa non-préférence, dans un certain ordre.
Le psychologue suisse Max Lüscher a proposé le test des couleurs, que d'autres psychologues ont tenté par la suite d'améliorer. Le psychologue français Thierry Leroy a proposé un test de couleurs reproduisant le schéma de fonctionnement corrélatif du cerveau, permettant une description des émotions ressenties.

## Le test de Lüscher
Le test des couleurs de Lüscher consiste à présenter au sujet des planches de couleurs, dans lesquelles il doit faire des choix, d'abord sur une échelle de gris, puis entre quatre couleurs principales, ensuite sur des variantes. Les planches comportent 23 couleurs. L'épreuve est répétée immédiatement, aboutissant à 146 choix en tout. L'interprétation se fait sur des tableaux ou des cartes perforées permettant le classement des réponses (Canivet 1964).